# Амбосели
Амбосели је национални парк у јужној Кенији, провинција Раседна долина, дистрикт Каџиадо. Налази се недалеко од границе са Танзанијом и у подножју Килиманџара. Познато је да је инспирисан подручјем Амбоселија Ернест Хемингвеј писао своју чувену књигу Снегови Килиманџара по којој је снимљен истоимени филм. Површина Националног парка Амбосели је 392 km². Амбосели је добио име по речи за прашњаво место из језика народа Масаи који аутохтоно живи на овом простору. Вегетација у националном парку је типа саване. У националном парку је присутно свих пет врста које чине групу од пет великих (Big five) дивљих животиња које привлаче посебну пажњу сафари туриста: лав, леопард, слон, носорог и биво. Лако је видети велика крда слонова. Амбосели је 1991. године проглашен за резерват биосфере у оквиру Унеско-вог програма МаБ.